# EM i kortbanesvømning 2013
EM i kortbanesvømning 2013 fandt sted fra den 12. til 15. december 2013 i Herning i Danmark. Stævnet blev afholdt i Jyske Bank Boxen i et midlertidigt bassin, som var etableret til lejligheden.

## Medaljeoversigt

### Mænd
| Øvelse:                 | Guld:                                                                            | Guld:    | Sølv:                                                                                | Sølv:    | Bronze:                                                                             | Bronze:  |
| 50 m fristil            | Vladimir Morozov · RUS                                                           | 20.77    | Marco Orsi · ITA                                                                     | 21.00    | Andriy Govorov · UKR                                                                | 21.17    |
| 100 m fristil           | Vladimir Morozov RUS                                                             | 45.96    | Danila Izotov RUS                                                                    | 46.41    | Marco Orsi ITA                                                                      | 46.49    |
| 200 m fristil           | Vladimir Morozov RUS                                                             | 1:41.70  | Nikita Lobintsev RUS                                                                 | 1:42.33  | Dominik Kozma HUN Filippo Magnini ITA                                               | 1:43.34  |
| 400 m fristil           | Nikita Lobintsev · RUS                                                           | 3:39.47  | Andrea D'Arrigo · ITA                                                                | 3:40.54  | Velimir Stjepanović · SRB                                                           | 3:40.91  |
| 1500 m fristil          | Gergely Gyurta · HUN                                                             | 14:30.26 | Pál Joensen · FRO                                                                    | 14:35.99 | Gabriele Detti · ITA                                                                | 14:36.43 |
| 50 m rygsvømning        | Jérémy Stravius · Frankrig                                                       | 23.19    | Christian Diener · Tyskland                                                          | 23.38    | Pavel Sankovich · Hviderusland                                                      | 23.45    |
| 100 m backstroke *      | Jérémy Stravius · Frankrig                                                       | 49.74    | Camille Lacourt · Frankrig · Chris Walker-Hebborn · Storbritannien                   | 50.44    |                                                                                     |          |
| 200 m rygsvømning       | Radoslaw Kawecki · POL                                                           | 1:49.42  | Peter Bernek · HUN                                                                   | 1:50.43  | Christian Diener · GER                                                              | 1:51.40  |
| 50 m brystsvøming       | Damir Dugonjič · SVN                                                             | 26.21    | Giacomo Perez-Dortona · FRA                                                          | 26.55    | Barry Murphy · IRL                                                                  | 26.56    |
| 100 m brystsvøming      | Dániel Gyurta · HUN                                                              | 57.08    | Marco Koch · GER                                                                     | 57.14    | Damir Dugonjič · SVN                                                                | 57.24    |
| 200 m brystsvøming      | Dániel Gyurta · HUN                                                              | 2:00.72  | Michael Jamieson · GBR                                                               | 2:01.43  | Marco Koch · GER                                                                    | 2:01.62  |
| 50 m butterfly          | Andriy Hovorov · UKR                                                             | 22.36    | Steffen Deibler · GER                                                                | 22.41    | Yauhen Tsurkin · BLR                                                                | 22.45    |
| 100 m butterfly         | Yevgeny Korotyshkin · RUS                                                        | 49.68    | Jérémy Stravius · FRA                                                                | 50.09    | Steffen Deibler · GER                                                               | 50.23    |
| 200 m butterfly         | Velimir Stjepanović · SRB                                                        | 1:51.27  | Paweł Korzeniowski · POL                                                             | 1:51.36  | Nikolay Skvortsov · RUS                                                             | 1:51.62  |
| 100 m individuel medley | Vladimir Morozov · RUS                                                           | 51.20    | Sergey Fesikov · RUS                                                                 | 52.23    | Stefano Pizzamiglio · ITA                                                           | 52.81    |
| 200 m individuel medley | Philip Heintz · GER                                                              | 1:53.98  | Simon Sjödin · SWE                                                                   | 1:54.28  | Diogo Carvalho · POR                                                                | 1:54.89  |
| 400 m individuel medley | Dávid Verrasztó · HUN                                                            | 4:03.48  | Gal Nevo · ISR                                                                       | 4:03.50  | Federico Turrini · ITA                                                              | 4:03.94  |
| 4×50 m fristil          | Rusland · Vladimir Morozov · Sergey Fesikov · Yevgeny Lagunov · Nikita Konovalov | 1:23.36  | Italien · Luca Dotto · Federico Bocchia · Filippo Magnini · Marco Orsi               | 1:24.37  | Belgien · Jasper Aerents · Pieter Timmers · François Heersbrandt · Yoris Grandjean  | 1:24.86  |
| 4×50 m medley           | Italien · Stefano Pizzamiglio · Francesco Di Lecce · Piero Codia · Marco Orsi    | 1:32.83  | Tyskland · Christian Diener · Hendrik Feldwehr · Steffen Deibler · Maximilian Oswald | 1:33.06  | Hviderusland · Pavel Sankovich · Yury Klemparski · Yauhen Tsurkin · Artyom Machekin |          |

|}
Legend: VR - Verdensrekord; WBT - World best time; ER - Europarekord; CR - Meskerskabs rekord

### Kvinder
| Øvelse:                 | Guld:                                                                                | Guld:        | Sølv:                                                                           | Sølv:   | Bronze:                                                                                      | Bronze: |
| 50 m fristil            | Ranomi Kromowidjojo NED                                                              | 23.36        | Sarah Sjöström SWE                                                              | 23.79   | Aleksandra Gerasimenya · Hviderusland                                                        | 23.83   |
| 100 m fristil           | Ranomi Kromowidjojo NED                                                              | 51.78        | Sarah Sjöström · Sverige                                                        | 51.99   | Aleksandra Gerasimenya · Hviderusland                                                        | 52.34   |
| 200 m fristil           | Federica Pellegrini ITA                                                              | 1:52.80      | Charlotte Bonnet · Frankrig                                                     | 1:53.26 | Veronika Popova · Rusland                                                                    | 1:53.62 |
| 400 m fristil           | Mireia Belmonte García · ESP                                                         | 3:56.14      | Lotte Friis · DEN                                                               | 3:58.35 | Federica Pellegrini · ITA                                                                    | 3:58.90 |
| 800 m fristil           | Mireia Belmonte García · ESP                                                         | 8:05.18      | Lotte Friis · DEN                                                               | 8:08.68 | Sharon van Rouwendaal · NED                                                                  | 8:14.24 |
| 50 m rygsvømning        | Simona Baumrtová · CZE                                                               | 26.26        | Aleksandra Urbanczyk · POL                                                      | 26.31   | Michelle Coleman · SWE                                                                       | 26.67   |
| 100 m rygsvømning       | Mie Ø. Nielsen · DEN                                                                 | 55.99 CR, ER | Simona Baumrtová · CZE                                                          | 56.28   | Daryna Zevina · UKR                                                                          | 56.94   |
| 200 m rygsvømning       | Daryna Zevina · UKR                                                                  | 2:02.20      | Simona Baumrtová · CZE                                                          | 2:03.06 | Katinka Hosszú · HUN                                                                         | 2:03.81 |
| 50 m brystsvømning      | Rūta Meilutytė · Litauen                                                             | 29.10 CR     | Moniek Nijhuis · Holland                                                        | 29.79   | Jennie Johansson · Sverige                                                                   | 29.80   |
| 100 m brystsvømning     | Rūta Meilutytė · Litauen                                                             | 1:02.92 CR   | Rikke Møller Pedersen · Danmark                                                 | 1:04.39 | Jennie Johansson · Sverige                                                                   | 1:05.13 |
| 200 m brystsvømning     | Rikke Møller Pedersen · Danmark                                                      | 2:15.21      | Vitalina Simonova · Rusland                                                     | 2:18.88 | Giulia De Ascentis · Italien                                                                 | 2:20.93 |
| 50 m butterfly          | Sarah Sjöström · SWE                                                                 | 24.90 CR     | Jeanette Ottesen · DEN                                                          | 25.03   | Inge Dekker · NED                                                                            | 25.29   |
| 100 m butterfly         | Sarah Sjöström · SWE                                                                 | 55.78        | Jemma Lowe · GBR                                                                | 56.32   | Jeanette Ottesen · DEN                                                                       | 56.42   |
| 200 m butterfly         | Mireia Belmonte García · ESP                                                         | 2:01.52 ER   | Franziska Hentke · GER                                                          | 2:03.47 | Jemma Lowe · GBR                                                                             | 2:04.51 |
| 100 m individual medley | Rūta Meilutytė · LTU                                                                 | 57.68 CR     | Katinka Hosszú · HUN                                                            | 57.96   | Siobhan-Marie O'Connor · GBR                                                                 | 58.26   |
| 200 m individuel medley | Katinka Hosszu · HUN                                                                 | 2:04.33      | Siobhan-Marie O'Connor · GBR                                                    | 2:06.73 | Sophie Allen · GBR                                                                           | 2:06.86 |
| 400 m individuel medley | Mireia Belmonte García · ESP                                                         | 4:21.23 CR   | Katinka Hosszú · HUN                                                            | 4:24.69 | Aimee Willmott · GBR                                                                         | 4:25.37 |
| 4×50 m fristil          | Danmark · Pernille Blume · Jeanette Ottesen · Kelly Riber Rasmussen · Mie Ø. Nielsen | 1:37.03 WR   | Sverige · Michelle Coleman · Sarah Sjöström · Louise Hansson · Magdalena Kuras  | 1:37.08 | Rusland · Rozaliya Nasretdinova · Veronika Popova · Elizaveta Bazarova · Svetlana Knyaginina | 1:37.13 |
| 4×50 m medley           | Danmark · Mie Nielsen · Rikke Møller Pedersen · Jeanette Ottesen · Pernille Blume    | 1:44.81      | Sverige · Michelle Coleman · Jennie Johansson · Sarah Sjöström · Louise Hansson | 1:46.08 | Storbritannien                                                                               | 1:46.56 |

Legend: VR - Verdensrekord; WBT - World best time; ER - Europarekord; CR - Meskerskabs rekord

## Medaljestatistik
Værtsland 
| Placering | Land           | Guld | Sølv | Bronze | Total |
| --------- | -------------- | ---- | ---- | ------ | ----- |
| 1         | Rusland        | 8    | 4    | 3      | 15    |
| 2         | Ungarn         | 5    | 3    | 2      | 10    |
| 3         | Spanien        | 4    | 0    | 0      | 4     |
| 4         | Danmark        | 2    | 5    | 2      | 9     |
| 5         | Sverige        | 2    | 4    | 2      | 8     |
| 6         | Frankrig       | 2    | 3    | 1      | 6     |
| 7         | Litauen        | 2    | 1    | 0      | 3     |
| 8         | Holland        | 2    | 0    | 4      | 6     |
| 9         | Ukraine        | 2    | 0    | 2      | 4     |
| 10        | Italien        | 1    | 5    | 6      | 12    |
| 11        | Tyskland       | 1    | 5    | 4      | 10    |
| 12        | Tjekkiet       | 1    | 2    | 1      | 4     |
| 13        | Polen          | 1    | 2    | 0      | 3     |
| 14        | Serbien        | 1    | 0    | 1      | 2     |
| 14        | Slovenien      | 1    | 0    | 1      | 2     |
| 16        | Storbritannien | 0    | 3    | 5      | 8     |
| 17        | Færøerne       | 0    | 1    | 0      | 1     |
| 17        | Israel         | 0    | 1    | 0      | 1     |
| 19        | Hviderusland   | 0    | 0    | 4      | 4     |
| 20        | Belgien        | 0    | 0    | 1      | 1     |
| 20        | Irland         | 0    | 0    | 1      | 1     |
| 20        | Portugal       | 0    | 0    | 1      | 1     |
| Total     | Total          | 40   | 40   | 42     | 122   |

Den 13. maj 2014 blev den russiske svømmer Yuliya Yefimova officielt suspenderet for brug af doping og mistede 4 guld og 1 sølv medaljer. En anden russisk svømmer Vitaly Melnikov blev bortvist fra svømning i maj 2015, hvilket resulterede i at han mistede en indiviuel sølv og to holdguld medaljer for Russia.